# Mascarets
Pour les articles homonymes, voir Mascaret (homonymie).

Mascarets est un recueil de huit récits de l'écrivain André Pieyre de Mandiargues, paru en 1971 aux Éditions NRF Gallimard, coll. Le Chemin.

## Présentation du recueil
Le mot "mascaret" désigne un remous ou une grande vague qui va à contre-courant; il intitule également le dernier des huit récits du présent recueil et le recueil en sa totalité. Dans ces récits, l'amour, le désir, le rêve et la mort sont comme les sommets d'un espace imaginaire où l'invention érotique s'allie à l'invention fantastique, où le mystère est soutenu par le réalisme et où le principe d'incertitude est souverain. Les lieux de la narration sont Paris, Venise, la Normandie, le sud de l'Espagne (ou de l'Italie).
L'initiation sexuelle d'une très jeune fille s'accorde au temps de la marée haute; deux hommes et une femme, sous un marronnier de Vaugirard, bousculent un peu les notions de passé et d'avenir ; un homme se perd dans un théâtre de strip-tease où il pensait s'abriter ; un homme se proposait d'élucider le cauchemar d'une femme, qui refuse ; une jeune fille vit une rêverie érotique dans un cimetière ; celle qui cherchait l'aventure est proie d'une mésaventure bestiale ; une femme-peintre inspire terreur et horreur en son atelier vénitien ; un déjeuner sur la falaise échappe étrangement à son cadre... Et partout à la façon du mascaret, « l'amour sort du futur avec un bruit de torrent et se jette dans le passé pour le laver de toutes les souillures de l'existence ».

## Contenu
- La marée
- Le marronnier
- Les formes charnelles
- Le triangle ambigu
- Armoire de lune
- Adive
- La révélation
- Mascarets

## Adaptation
Le récit La marée a fait l'objet d'un court-métrage au cinéma dans le film de Walerian Borowczyk Contes immoraux sorti en 1974, avec Fabrice Luchini dans le rôle d'André et Lise Danvers dans celui de Julie, sa cousine.